# Liste der zugelassenen Krankenversicherer in der Schweiz
Die Liste der zugelassenen Krankenversicherer in der Schweiz enthält die derzeit 36 dem Bundesamt für Gesundheit unterstellten Krankenkassen beziehungsweise private Versicherungsunternehmen, welche die Grundversicherung nach dem Krankenversicherungsgesetz anbieten sowie die derzeit 5 Anbieter, welche nur Taggeldversicherungen durchführen (Stand 12. August 2025). Die Angaben beziehen sich ausschliesslich auf die obligatorische Krankenpflegeversicherung (OKP) und entsprechende Kranken-Taggeldversicherungen. Zusatzversicherungen sowie weitere Versicherungen sind darin nicht enthalten.

## Obligatorische Krankenpflegeversicherer (OKP)
| Name                                                        | Gruppe                         | Hauptsitz      | Versicherte ø 2007 | Versicherte ø 2018 | Versicherte ø 2021 | Versicherte ø 2022 | Versicherte ø 2023 |
| ----------------------------------------------------------- | ------------------------------ | -------------- | ------------------ | ------------------ | ------------------ | ------------------ | ------------------ |
| CSS Kranken-Versicherung AG                                 | CSS                            | Luzern         | 939.684            | 839.555            | 858.098            | 889.938            | 1.501.225          |
| Helsana Versicherungen AG                                   | Helsana                        | Dübendorf      | 782.799            | 773.708            | 948.949            | 1.514.986          | 1.424.834          |
| Assura-Basis AG                                             | —                              | Pully          | 369.914            | 997.988            | 935.449            | 899.748            | 801.547            |
| SWICA Krankenversicherung AG                                | Swica                          | Winterthur     | 594.133            | 714.711            | 750.388            | 758.314            | 731.396            |
| CONCORDIA Schweiz. Kranken- und Unfallversicherung AG       | —                              | Luzern         | 524.273            | 589.930            | 602.610            | 597.243            | 600.109            |
| Sanitas Grundversicherungen AG                              | Sanitas                        | Zürich         | 357.714            | 476.065            | 538.407            | 591.361            | 594.954            |
| KPT Krankenkasse AG                                         | —                              | Bern           | 306.293            | 384.783            | 343.762            | 358.873            | 557.298            |
| Visana AG                                                   | Visana (Atusana) 1             | Bern           | 434.697            | 483.629            | 483.547            | 490.746            | 496.895            |
| Mutuel Krankenversicherung AG                               | Groupe Mutuel                  | Martigny       | 288.007            | 332.181            | 313.191            | 320.934            | 302.729            |
| Vivao Sympany AG                                            | Sympany                        | Basel          | 137.092            | 170.145            | 169.307            | 181.334            | 211.749            |
| Philos Krankenversicherung AG                               | Groupe Mutuel                  | Martigny       | 100.705            | 233.647            | 204.351            | 196.847            | 201.966            |
| ÖKK Kranken- und Unfallversicherungen AG                    | ÖKK                            | Landquart      | 143.721            | 152.938            | 149.753            | 171.034            | 174.443            |
| Avenir Krankenversicherung AG                               | Groupe Mutuel                  | Martigny       | 90.126             | 188.490            | 177.211            | 175.717            | 156.321            |
| Atupri Gesundheitsversicherung AG                           | — (Atusana) 1                  | Bern           | 164.583            | 183.809            | 194.725            | 192.536            | 151.381            |
| Agrisano Krankenkasse AG                                    | —                              | Brugg          | 91.947             | 135.535            | 146.513            | 143.523            | 136.570            |
| EGK Grundversicherungen AG                                  | —                              | Laufen         | 140.607            | 82.709             | 85.550             | 86.558             | 96.078             |
| sana24 AG                                                   | Visana (Atusana) 1             | Bern           | 5.951              | 80.401             | 71.584             | 72.707             | 76.486             |
| Aquilana Versicherungen                                     | —                              | Baden          | 32.419             | 41.652             | 38.307             | 42.770             | 70.203             |
| vivacare AG                                                 | Visana (Atusana) 1             | Bern           | 86                 | 45.836             | 58.226             | 60.375             | 60.026             |
| sodalis Gesundheitsgruppe                                   | sodalis                        | Visp           | 14.770             | 37.679             | 36.825             | 37.212             | 37.646             |
| Krankenkasse Luzerner Hinterland                            | —                              | Zell           | 15.660             | 20.518             | 18.792             | 18.923             | 23.174             |
| Sumiswalder Krankenkasse                                    | —                              | Sumiswald      | 21.548             | 22.568             | 18.776             | 18.340             | 18.809             |
| Galenos AG                                                  | Visana (Atusana) 1             | Bern           | 11.383             | 11.396             | 14.373             | 15.146             | 14.150             |
| Genossenschaft KRANKENKASSE SLKK                            | —                              | Zürich         | 13.681             | 29.233             | 18.279             | 16.837             | 13.472             |
| Stiftung Krankenkasse Wädenswil                             | —                              | Wädenswil      | 4.830              | 10.716             | 11.036             | 10.664             | 13.050             |
| rhenusana                                                   | rhenusana                      | Heerbrugg      | 9.239              | 8.863              | 9.474              | 9.532              | 10.346             |
| AMB Versicherungen AG                                       | Groupe Mutuel                  | Le Châble      | 7.220              | 9.718              | 7.175              | 9.204              | 10.312             |
| Genossenschaft Krankenkasse Steffisburg                     | —                              | Steffisburg    | 7.081              | 7.414              | 5.840              | 5.948              | 9.545              |
| Genossenschaft Glarner Krankenversicherung                  | —                              | Schwanden GL   | —                  | 7.578              | 8.109              | 8.684              | 9.523              |
| Caisse-maladie de la vallée d’Entremont société coopérative | Groupe Mutuel (Zusammenarbeit) | Orsières       | 4.633              | 4.722              | 4.325              | 4.727              | 6.502              |
| Einsiedler Krankenkasse                                     | Einsiedler Krankenkasse        | Einsiedeln     | 3.559              | 4.068              | 4.383              | 4.446              | 5.854              |
| Verein Krankenkasse Visperterminen                          | —                              | Visperterminen | 3.004              | 5.130              | 4.285              | 4.141              | 4.260              |
| vita surselva                                               | —                              | Ilanz          | 6.302              | 2.839              | 3.538              | 3.507              | 3.916              |
| sanavals Gesundheitskasse                                   | —                              | Vals           | 2.429              | 3.779              | 3.587              | 3.445              | 3.416              |
| Krankenkasse Birchmeier                                     | —                              | Künten         | 5.474              | 5.536              | 3.331              | 3.057              | 2.824              |
| Cassa da malsauns LUMNEZIANA                                | —                              | Vella          | 2.720              | 2.540              | 2.600              | 2.557              | 2.566              |
| Krankenkasse Simplon 2                                      | sodalis                        | Simplon        | 583                | 1.259              | —                  | —                  | —                  |
| Progrès Versicherungen AG 3                                 | Helsana                        | Dübendorf      | 312.522            | 412.835            | 502.703            | —                  | —                  |
| INTRAS Kranken-Versicherung AG 4                            | CSS                            | Lausanne       | 329.043            | 179.063            | 167.799            | —                  | —                  |
| Sanagate AG 4                                               | CSS                            | Luzern         | —                  | 107.401            | 90.013             | —                  | —                  |
| Compact Grundversicherungen AG 5                            | Sanitas                        | Zürich         | —                  | 70.233             | 51.566             | —                  | —                  |
| KVF Krankenversicherung AG 6                                | ÖKK                            | Landquart      | —                  | 12.879             | 8.706              | —                  | —                  |
| Arcosana AG 7                                               | CSS                            | Luzern         | 40.783             | 253.365            | 339.341            | 642.987            | —                  |
| PROVITA Gesundheitsversicherung AG 8                        | Swica                          | Winterthur     | 56.739             | 80.927             | 100.070            | 105.576            | 164.643            |
| Moove Sympany AG 9                                          | Sympany                        | Basel          | 10.830             | 11.092             | 17.102             | 15.511             | 16.418             |
| Kolping Krankenkasse AG 9                                   | Sympany                        | Basel          | 33.241             | 13.166             | 16.728             | 13.470             | 12.878             |
| Krankenkasse Stoffel, Mels 10                               | rhenusana                      | Mels           | 1.222              | 1.151              | 992                | 962                | 1.387              |
| Krankenkasse Institut Ingenbohl 11                          | Einsiedler Krankenkasse        | Einsiedeln     | 1.014              | 599                | 489                | 424                | —                  |
| Easy Sana Krankenversicherung AG 12                         | Groupe Mutuel                  | Martigny       | 17.794             | 177.948            | 150.322            | 145.418            | 197.242            |
| SUPRA-1846 SA 13                                            | Groupe Mutuel                  | Martigny       | 44.825             | 120.000            | 90.153             | 88.459             | 136.131            |
| KLuG Krankenversicherung 14                                 | —                              | Zug            | 16.368             | 5.979              | 6.683              | 9.009              | 26.070             |

## Reine Kranken-Taggeldversicherer
Einige der vom BAG zugelassenen Krankenversicherer bieten keine obligatorischen Grundversicherungen an, sondern beschränken sich auf die Durchführung von Kranken-Taggeldversicherungen:
- Gewerbliche Krankenkasse, Bern
- HOTELA Krankenkasse, Montreux
- Krankenkasse Schweizerischer Metallbaufirmen, Neerach
- Mutuelle Neuchâteloise Assurance Maladie (Gruppe Groupe Mutuel), Neuchâtel
- Taggeldkasse bildende KünstlerInnen, Zürich

Der ehemalige Taggeldversicherer Krankengeldversicherung für Mitarbeiter der fenaco-Mitgliedgenossenschaften (KGV), Winterthur hat sein Geschäft per 1. Januar 2020 an die Swica übertragen, die Bewilligung wurde vom BAG per 1. Februar 2023 entzogen.